# Beaucoups of Blues
Beaucoups of Blues é o segundo álbum de estúdio do músico britânico Ringo Starr. Foi lançado em setembro de 1970, cinco meses após seu primeiro álbum solo, Sentimental Journey. O álbum não conseguiu figurar nas paradas britânicas, mas alcançou um sucesso comercial moderado nos Estados Unidos, onde alcançou o número 35 na lista de álbuns country da Billboard e o número 65 na Billboard 200.

## História
Durante o período de Ringo Starr com os Beatles, ele se interessou por música country: a banda tocou a canção "Act Naturally", e Starr co-escreveu a faixa de influência country "What Goes On" e escreveu "Don't Pass Me By". Enquanto tocava nas sessões de All Things Must Pass de George Harrison, Starr conheceu o guitarrista estadunidense Pete Drake, em maio de 1970. Starr teve que pegar Drake no aeroporto para que pudessem gravar com Harrison; Drake notou o número de álbuns country que Starr tinha em seu veículo. Percebendo a profunda conexão do guitarrista com o país, Starr perguntou se eles poderiam colaborar em um álbum juntos. Drake lhe disse que seus amigos músicos poderiam compor mais do que o material de um álbum em uma semana, o que Starr achou "impossível". Ele estava muito interessado e concordou. Ele prontamente voou para Nashville em 22 de junho.